# الخليج (فلم)
الخليج فيلم وثائقي عرض أول مرة عام 2009، يتحدث عن قتل دخس في ثقافة اليابان. الفيلم حصل في عام 2010 في مهرجان توزيع جوائز الأوسكار الثاني والثمانين علي جائزة جائزة الأوسكار لأفضل فيلم وثائقي، والفيلم يشجع الجميع لأخد موقف تجاه المجازر التي تحدث للدلافين، وتجاه الممارسات اليابانية تجاه قتل الدلافيين

## وصلات خارجية
- Official US website
- Official UK site
- Official French site
- Official Australian site
- Official Japanese site
- مقالات تستعمل روابط فنية بلا صلة مع ويكي بيانات
- Oscar-Winning Doc The Cove - video report by الديمقراطية الآن!
- The making of The Cove Director Louie Psihoyos technical interview on Momentum about the making of "The Cove"

1. ↑  "معلومات عن الخليج (فيلم) على موقع tv.com". tv.com. مؤرشف من الأصل في 2017-07-22.
2. ↑  "معلومات عن الخليج (فيلم) على موقع themoviedb.org". themoviedb.org. مؤرشف من الأصل في 2014-09-11.
3. ↑  "معلومات عن الخليج (فيلم) على موقع cine.gr". cine.gr. مؤرشف من الأصل في 2017-07-29.